# 知多厚生病院
愛知県厚生農業協同組合連合会 知多厚生病院（あいちけんこうせいのうぎょうきょうどうくみあいれんごうかい ちたこうせいびょういん）は、愛知県知多郡美浜町にある、愛知県厚生農業協同組合連合会（JA愛知厚生連）が運営する病院。

## 概要
全国厚生農業協同組合連合会の病院の一つである。
災害派遣医療チーム（DMAT）も組織されている。
愛知県知多半島南部（知多郡美浜町、南知多町）が医療圏である。知多とは知多半島の意味であり、知多市には所在しない。

## 沿革
- 1964年（昭和39年）6月 - 開設。
- 1991年（平成03年） - 篠島に「附属篠島診療所」を開設。
- 1998年（平成10年） - 新病棟が完成。
- 2009年（平成21年） - 新診療棟が完成。電子カルテシステム稼動。

## 附属篠島診療所
1991年（平成3年）、篠島に開設された診療所。へき地診療所に指定されている。南知多町の離島である篠島、日間賀島の医療を担当する。篠島には「附属篠島診療所」を開設しており、離島医療に取り組んでいる。
所在地
- 愛知県知多郡南知多町大字篠島字神戸301-1